# يو إف سي ليلة القتال: بينافيدز ضد فيغيريدو
يو إف سي ليلة القتال: بينافيدز ضد فيغيريدو (بالإنجليزية: UFC Fight Night: Benavidez vs. Figueiredo)‏ هو حدث لفنون القتال المختلطة نظمته يو إف سي، أُقيم في 29 فبراير 2020، على تشارتواي أرينا في نورفولك، فرجينيا، الولايات المتحدة.